# Lâm Sơn, Khánh Hòa
Lâm Sơn là một xã thuộc tỉnh Khánh Hòa, Việt Nam.

## Lịch sử
Ngày 16 tháng 6 năm 2025, Ủy ban Thường vụ Quốc hội ban hành Nghị quyết số 1667/NQ-UBTVQH15 về việc sắp xếp các đơn vị hành chính cấp xã của tỉnh Khánh Hòa năm 2025 (nghị quyết có hiệu lực từ ngày 16 tháng 6 năm 2025). Theo đó, hợp nhất xã Lương Sơn vào xã Lâm Sơn.

## Địa lý
Xã Lâm Sơn có ranh giới với các xã:
- Phía Bắc giáp xã Bác Ái Tây
- Phía Nam giáp xã Ninh Sơn
- Phía Đông giáp xã Bác Ái
- Phía Tây giáp tỉnh Lâm Đồng

Xã có diện tích 191,49 km², dân số năm 2025 là 24.247 người, mật độ dân số đạt 127 người/km².
Trên địa bàn xã có quốc lộ 27 và đường tỉnh 656 đi qua. Ngoài ra, phần lớn chiều dài đèo Ngoạn Mục nằm hoàn toàn trên địa phận xã Lâm Sơn.